# جائزة اليابان الكبرى للدراجات النارية 2003
جائزة اليابان الكبرى للدراجات النارية 2003 هو سباق دراجات نارية أقيم بتاريخ 6 أبريل 2003. كان الجولة الأولى من أصل 16 في سباق الجائزة الكبرى للدراجات النارية موسم 2003. فاز الإيطالي فالنتينو روسي بفئة الموتو جي بي بينما جاء الإيطالي ماكس بياجي في المركز الثاني وحصل على المركز الثالث الإيطالي لوريس كابيروسي.

## وصلات خارجية
- الموقع الرسمي